# Ахилл
Ахи́лл, или Ахилле́с (др.-греч. Ἀχιλλεύς), — персонаж древнегреческой мифологии, участник Троянской войны, один из главных героев «Илиады» Гомера. Принадлежал к роду Эакидов, был сыном Пелея и нереиды Фетиды.

## Происхождение имени
Линейное письмо Б подтверждает существование имени в формах a-ki-re-u и a-ki-re-we, причём последняя является дательным падежом первой. Имя стало более популярным, став общеупотребительным вскоре после VII века до нашей эры, а также было преобразовано в женскую форму Ἀχιλλεία, Achilleía, засвидетельствованную в Аттике в четвёртом веке до нашей эры (IG II² 1617) и в форме Achillia на стеле в Галикарнасе как имя женщины-гладиатора, сражающейся с «амазонкой».
Имя Ахилла можно проанализировать как комбинацию ἄχος, áchos — бедствие, боль, печаль, горе и λαός, laós — люди, воины, народ, что приводит к протоформе *Akhí-lāu̯os, «тот, чьи люди в беде». Горе или бедствие людей — тема, многократно поднимаемая в «Илиаде» (и часто самим Ахиллом). Роль Ахилла как героя горя или бедствия образует ироническое сопоставление с традиционным представлением о нём как о герое κλέος, kléos — воинской славы. Кроме того, Грегори Надь, вслед за Леонардом Палмером, истолковал laós как «отряд воинов». При таком выводе имя приобретает в поэме двойной смысл: когда герой действует правильно, его люди приносят бедствие врагу, но когда неправильно, его люди получают горе войны. Поэма отчасти о неправильном направлении гнева со стороны руководства.
Некоторые исследователи считают имя заимствованным словом, возможно, из догреческого языка. Происхождение Ахилла от нереиды Фетиды и сходство его имени с именами речных божеств, таких как Ахерон и Ахелой, привели к предположениям о том, что он был древним водным божеством. Роберт Бекес предположил догреческое происхождение имени, основываясь, среди прочего, на сосуществовании -λλ- и -λ- в эпическом языке, что может объяснять палатализированную фонему /ly/ в исходном языке.

## В античной мифологии

### Происхождение

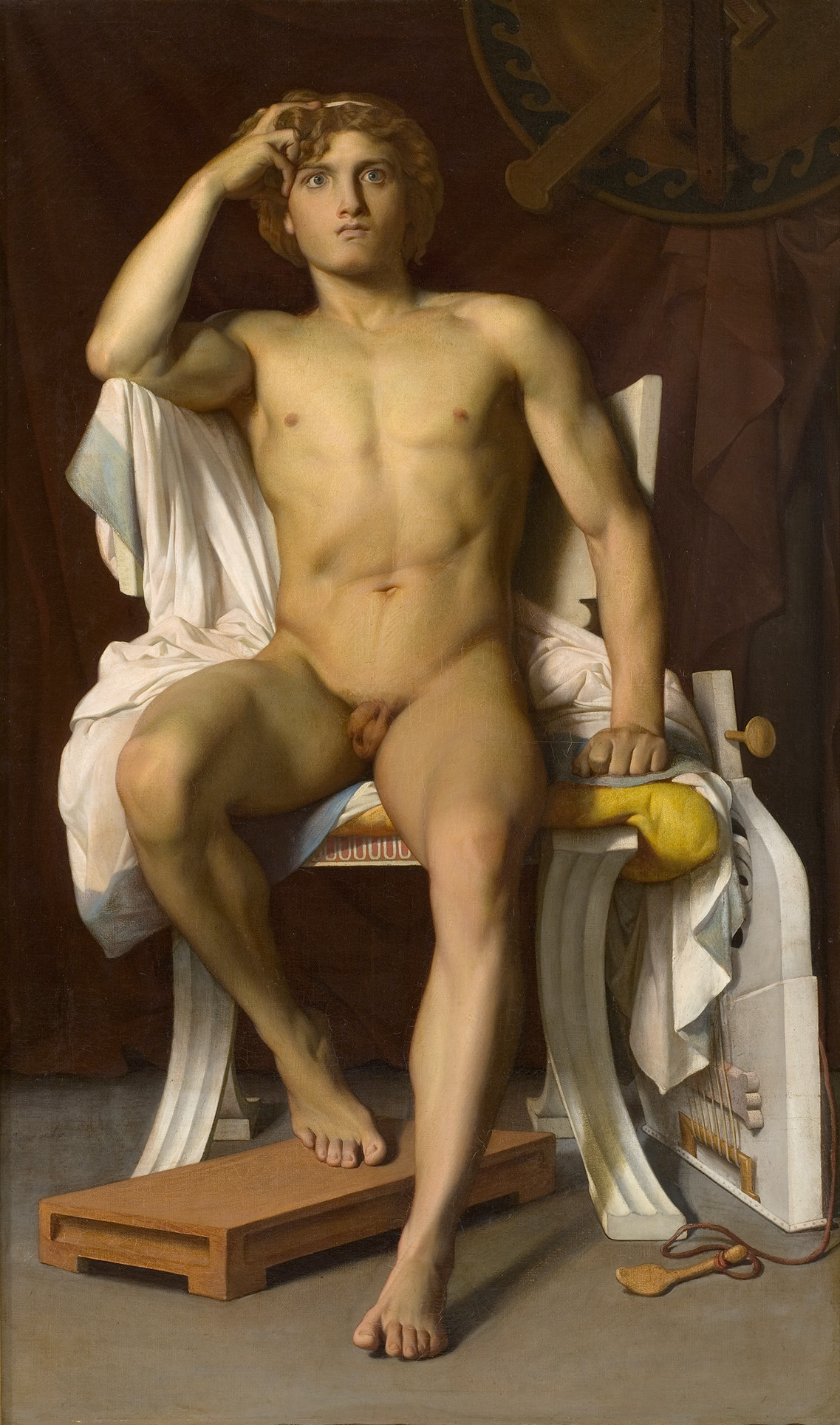
Франсуа Леон Бенувиль. Гнев Ахилла (1847)

Ахилл принадлежал к роду Эакидов. Его дед по мужской линии Эак, сын царя олимпийских богов Зевса и речной нимфы Эгины, был царём острова Эгина в Сароническом заливе. Эндэида, дочь либо мудрого кентавра Хирона, либо мегарского героя Скирона, родила Эаку двух сыновей — Теламона и Пелея; первый стал царём Саламина и отцом Большого Аякса, второй — царём одного из фессалийских племён и отцом Ахилла. Матерью Ахилла была Фетида, одна из пятидесяти дочерей морского вещего бога — старца Нерея. Зевс хотел сделать её своей возлюбленной, но ему было предсказано (по одной из версий, титаном Прометеем), что сын, который родится от этого союза, станет сильнее отца и свергнет его. Поэтому Зевс отказался от Фетиды, и позже она стала женой царя Пелея. На горе Пелион в пещере Хирона была сыграна свадьба, на которую пришли даже боги. Невеста получила в подарок крылья Арки от Зевса, а жених — меч от Гефеста, коней Балия и Ксанфа от Посейдона, хламиду от Геры, свирель от Афины, фиалу с изображением Эрота от Афродиты, копьё с ясеневым древком от Хирона. Богиню раздоров Эриду на свадьбу не пригласили, и она, обидевшись, подбросила участникам празднества золотое яблоко из сада Гесперид с надписью «Прекраснейшей», что вызвало спор между Афродитой, Афиной и Герой и впоследствии привело к Троянской войне.
Ахилл стал единственным ребёнком, родившимся в этом браке. До Фетиды Пелей был женат на Антигоне, дочери царя Фтии Евритиона, и на Полидоре, дочери Периера (царя Спарты или Мессении). Первая родила ему дочь Полидору, жену Бора, сына Периера, вторая родила сына Менестия. Наконец, Филократ упоминает дочь Пелея Полимеду, которая, по его данным, была женой Менетия и матерью Патрокла. В этом случае получается, что Патрокл приходился Ахиллу родным племянником.
Существуют и альтернативные генеалогии. Некоторые античные авторы пишут, что Фетида была дочерью Хирона, что матерью Ахилла была дочь Актора Филомела или Полимела, либо что его родила от Зевса Ламия.

### Детство

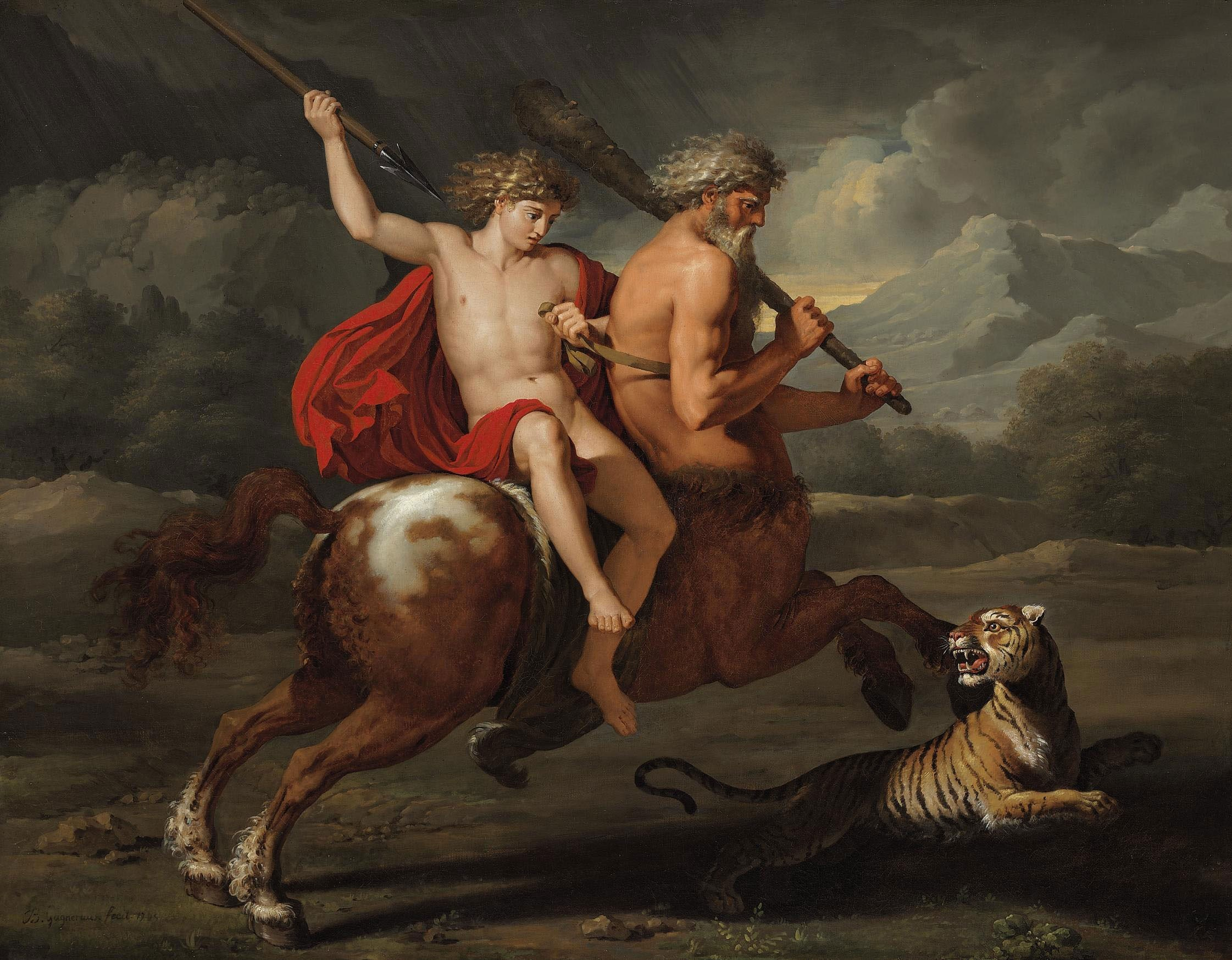
Бенинь Ганьро. Воспитание Ахилла (Ахилл и Хирон).

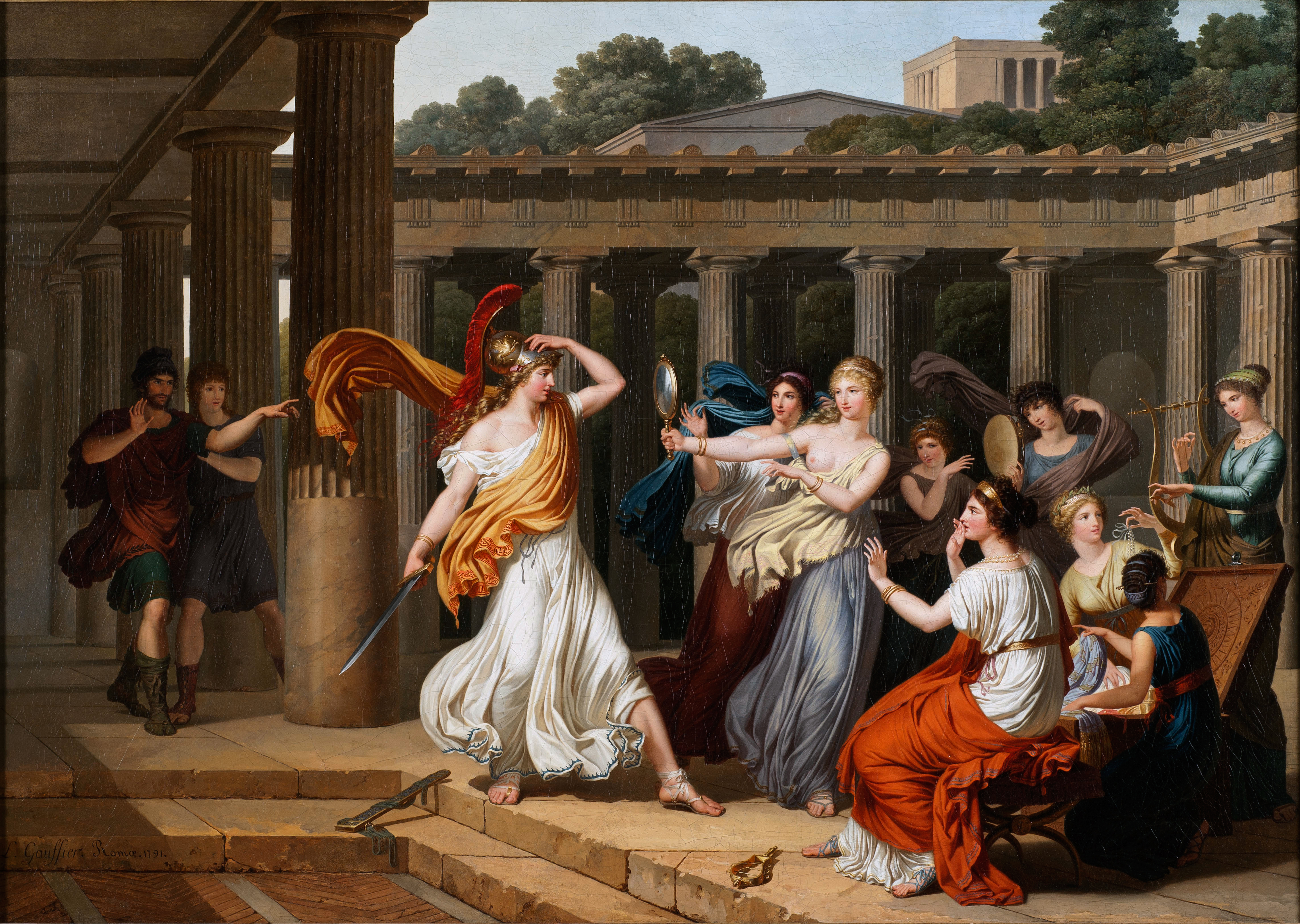
Луи Гофье. Одиссей узнает Ахилла среди дочерей Ликомеда, 1791, Национальный музей Швеции, Стокгольм.

Родив сына, богиня Фетида решила сделать его бессмертным. Согласно наиболее ранней версии мифа, втайне от мужа она по ночам клала младенца в горящую печь, «чтобы выжечь в нём всё смертное, которое было в нём от отца», а днём натирала его амброзией. Пелей однажды увидел это, пришёл в ужас и выхватил ребёнка у Фетиды. Та, оскорблённая, бросила мужа и сына и вернулась к сёстрам и отцу. Одна из лодыжек младенца осталась ненатёртой; её заменили костью, взятой у быстроногого Дамиса, и эта часть тела стала единственным слабым местом героя. Позже в схолиях к Аристофану появилась версия, согласно которой Фетида шестерых своих сыновей сознательно сожгла заживо, а седьмого Пелей у неё отобрал и таким образом спас. Наконец, получил распространение ещё один вариант мифа, по которому Фетида ради придания ребёнку неуязвимости погрузила его в воды реки Стикс. Она держала сына за пятку, которая из-за этого осталась единственным уязвимым местом на теле Ахилла.
Изначально, по данным Агаместра из Фарсала, сын Пелея и Фетиды носил имя Пиррисий («Ледяной»), согласно другим авторам — Лигирон. Позже его стали называть Ахилл («безгубый») — или потому, что его губы обожгло огнём, или потому, что он не прикасался губами к материнской груди. Отец отдал ребёнка на воспитание кентавру Хирону, жившему на горе Пелион в Беотии. О маленьком Ахилле заботились Филира и Харикло — мать и жена Хирона соответственно. Кентавр научил своего воспитанника охоте, верховой езде, искусствам обращения с оружием и врачевания (Плиний Старший рассказывает, что Ахилл нашёл траву, которой можно было излечивать раны). Вместе с воспитателем маленький Ахилл был в Иолке и провожал отца, уплывшего вместе с Ясоном в Колхидское царство на «Арго». Позже он видел Геракла, заглянувшего на Пелион, чтобы проведать старого друга Хирона, и без боязни дотронулся до львиной шкуры, покрывавшей плечи героя.

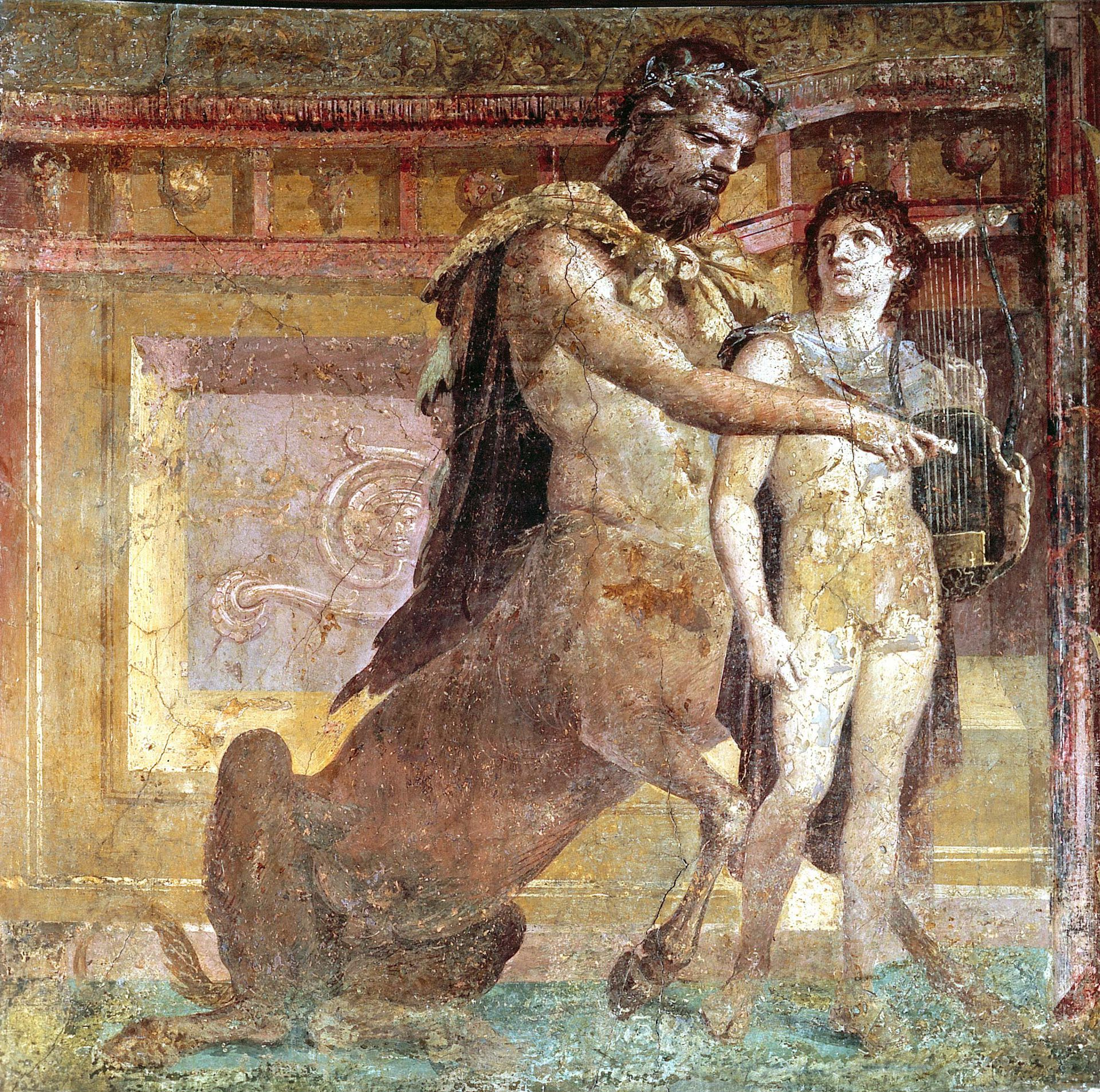
Хирон обучает Ахилла игре на лире, фреска из Геркуланума

Судя по отдельным пассажам в «Илиаде», существовала альтернативная версия, по которой Пелей и Фетида остались вместе, и Ахилл воспитывался в их доме. Когда ахейцы начали подготовку к походу на Трою, Пелей отправил сына, тогда ещё «в войне неискусного», к Агамемнону, дав ему Феникса в качестве сопровождающего. Согласно Еврипиду, Ахилл ещё до этих событий был в числе претендентов на руку прекрасной дочери царя Спарты Тиндарея Елены, похищение которой троянским царевичем Парисом стало поводом к началу войны.
Классическим стал другой вариант мифа: Фетида, узнав о готовящемся походе и зная, что её сыну суждено погибнуть под стенами Трои, спрятала Ахилла, тогда ещё ребёнка, на острове Скирос. Там девятилетний Пелид, переодетый в девочку и носивший, по разным источникам, имя Пирра, Керкесира или Исса, проводил время в играх с дочерьми местного царя Ликомеда. Несмотря на свой юный возраст, он вступил в связь с одной из царевен, Деидамией, и та позже родила сына Неоптолема. Однако ахейцы не могли отправиться в поход без Ахилла. Пророк Калхант предсказал им, что без этого героя война будет проиграна; поэтому на Скирос отправился самый хитроумный из ахейских вождей по имени Одиссей в сопровождении либо Феникса и Нестора, либо царя Аргоса Диомеда. Чтобы заставить Ахилла выдать себя, послы разложили перед царевнами дары (драгоценности, одежду, а между ними меч и щит) и предложили выбрать что-нибудь на свой вкус. Внезапно зазвучал сигнал боевой трубы, и Пелид схватил оружие, чтобы кинуться в бой. После этого ему пришлось примкнуть к антитроянскому союзу.

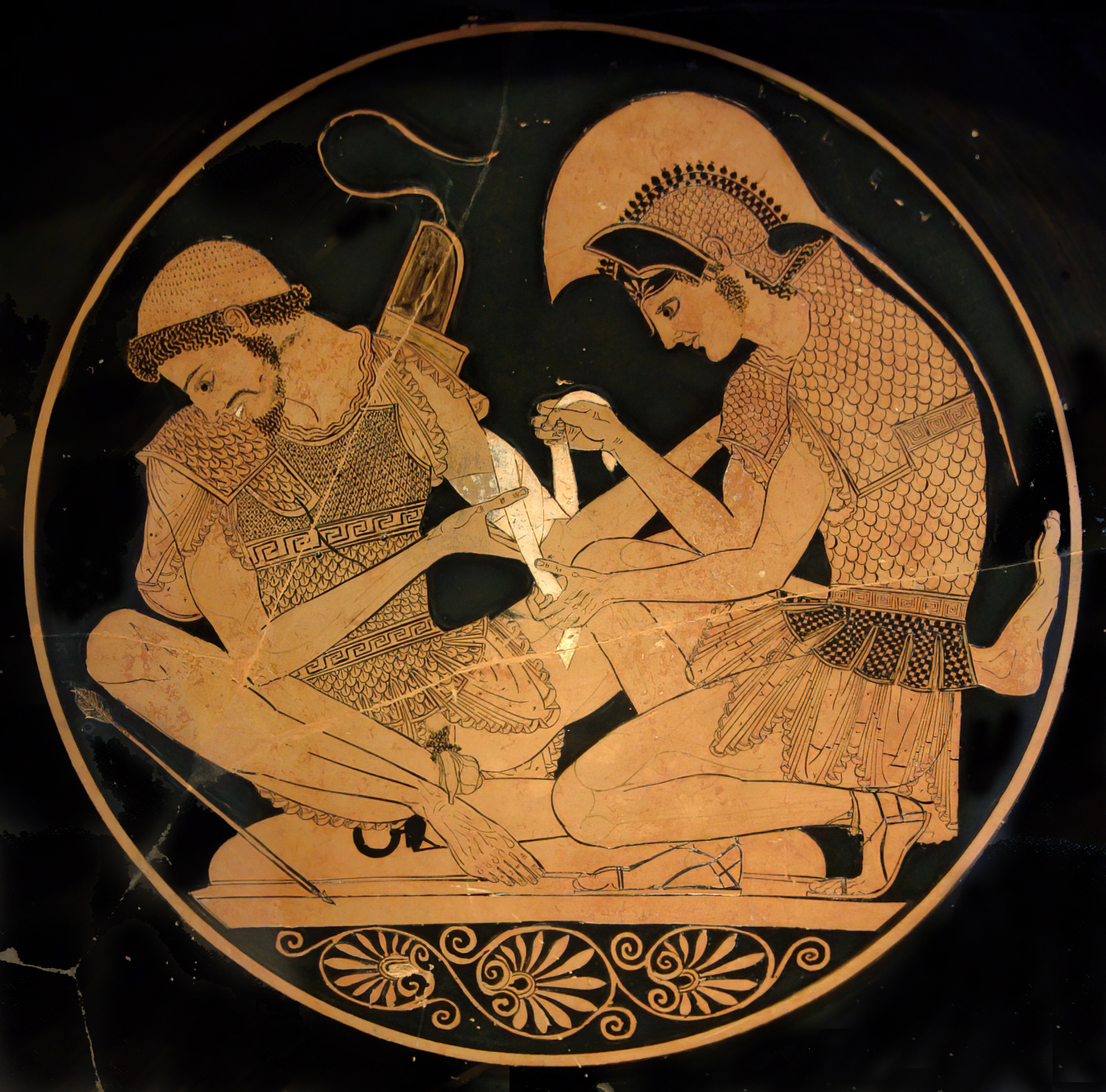
Ахиллес перевязывает Патрокла (такой сцены в «Илиаде» нет, видимо, она из «Киприй»)

Под началом Ахилла было 50 или 60 кораблей. Герой взял с собой воспитателя Феникса, друга детства Патрокла. Согласно некоторым авторам в начале похода Ахиллесу было 15 лет, а война длилась 20 лет. Первый щит Ахилла изготовил Гефест, эту сцену изображают на вазах.
В течение долголетней осады Илиона Ахиллес неоднократно предпринимал набеги на различные соседние города. По существующей версии, он пять лет бродил по скифской земле в поисках Ифигении.
В начале войны Ахиллес пытался взять город Монению (Педас), причем в него влюбилась местная девушка. «Нет ничего странного в том, что он, будучи влюбчивым и невоздержанным, мог ревностно заниматься музыкой».

### Ахилл в «Илиаде»
Главный герой гомеровской «Илиады».

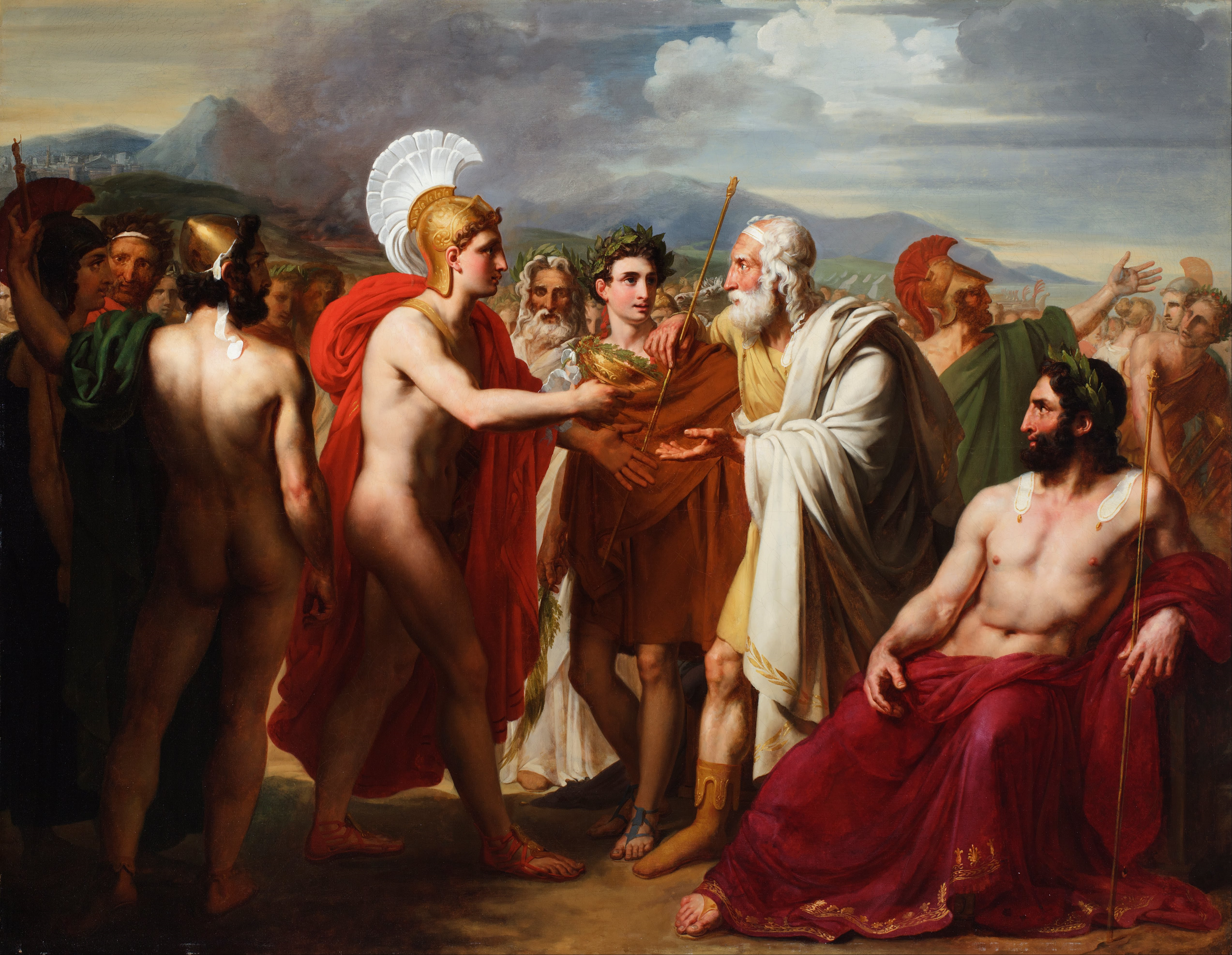
Художник Шарль Филипп Ларивьер. Ахилл перед Нестором.

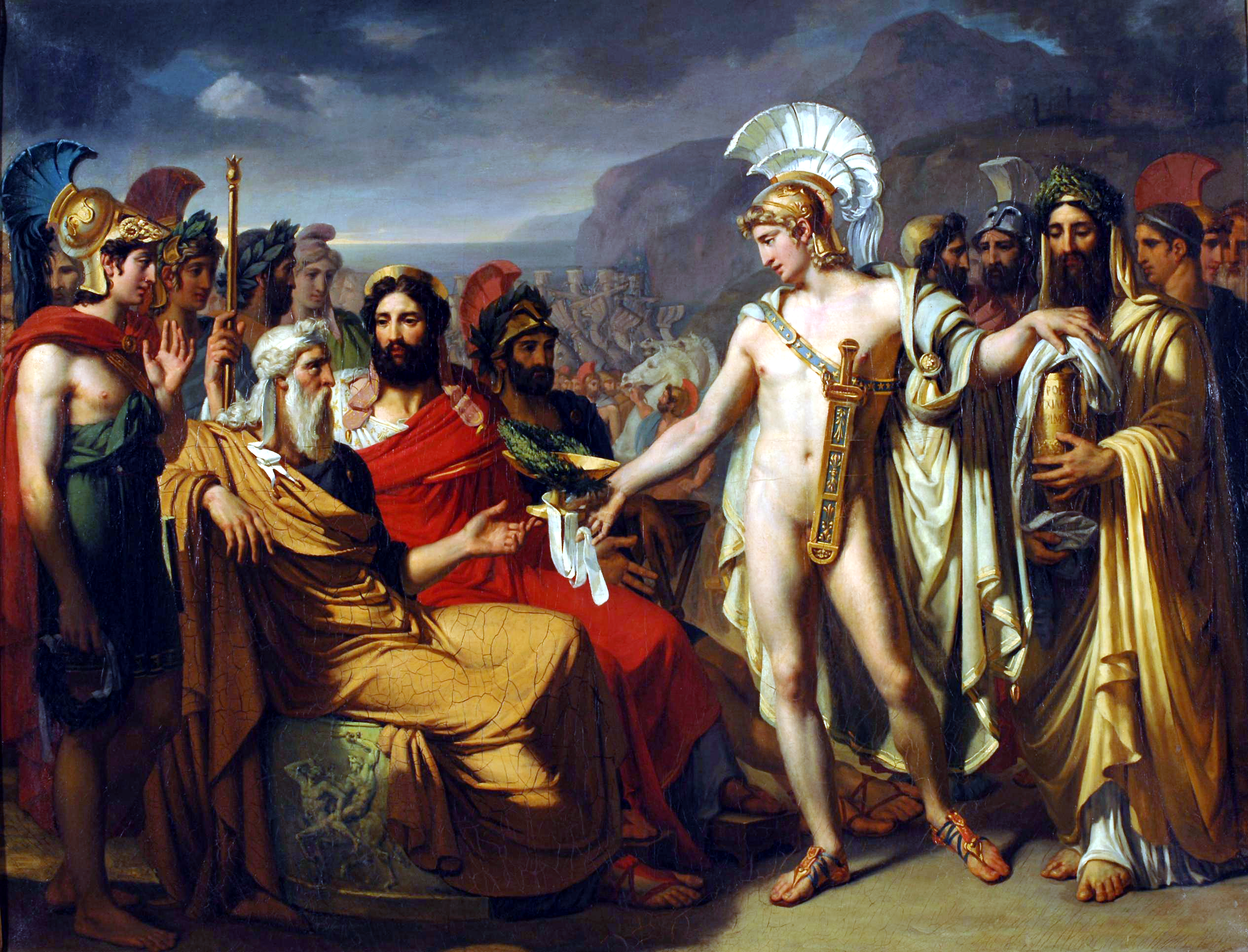
Художник Жозеф-Дезире Кур. Ахилл перед Нестором (1820).

На десятом году осады Илиона Ахиллес взял в плен прекрасную дочь царя племени лелегов Брисеиду. Она послужила яблоком раздора между Ахиллесом и Агамемноном, который свою пленницу Астиному вынужден был вернуть её отцу жрецу Аполлона Хрису и потому заявил притязание на обладание Брисеидой. Разгневанный Ахиллес отказался от дальнейшего участия в битвах (ср. с аналогичным отказом сражаться оскорблённого Карны, величайшего героя индийского сказания «Махабхарата»). Фетида, желая отомстить Агамемнону за обиду, нанесённую её сыну, умолила Зевса даровать победу троянцам. Ни бедствия греков под стенами Трои, ни мольбы и обещания посольства, которое, по совету Нестора, снарядил к Ахиллесу Агамемнон, не могли смягчить гнева героя. Только когда троянцы под предводительством Гектора вторглись в лагерь греков, Ахиллес разрешил Патроклу повести на помощь грекам мирмидонян и для большего устрашения врагов приказал ему облечься в свои доспехи. Но Патрокл пал от руки Гектора, к которому на помощь явился Аполлон, и лишь его обнажённый труп был отбит греками во главе с Менелаем у троянцев, доспехи же Ахиллеса достались в добычу Гектору. Обезумевший от горя Ахиллес — безоружный, но в сопровождении Афины Паллады — появился на поле битвы, и один грозный вид героя обратил врагов в бегство.
На следующее утро Фетида принесла ему новые доспехи, скованные искусной рукой самого Гефеста, особенно подробно описывается в «Илиаде» щит как дивное произведение искусства (это описание имеет важное значение для первоначальной истории греческого искусства). Горя мщением, Ахилл ринулся в бой и прогнал троянцев до городских стен, причём ему пришлось вступить в конфликт с речным богом Ксанфом. Один лишь Гектор осмелился противостоять ему, но и тот всё же обратился в бегство. Преследуя противника, Ахиллес три раза заставил его обежать вокруг стен Трои, наконец настиг и при помощи Афины убил в поединке, а затем привязал обнажённый труп к своей боевой колеснице, и кони повлёкли бездыханное тело в лагерь греков. Совершив пышную тризну по Патроклу, Ахиллес вернул за богатый выкуп труп Гектора его отцу, царю Приаму, который явился в его палатку молить об этом.
В «Илиаде» от руки Ахиллеса погибли 23 троянца, названных поименно, например Астеропей. Сын Афродиты Эней скрестил оружие с Ахиллесом, но затем бежал от него. Ахиллес сражался с Агенором, которого спас Аполлон.

### Смерть Ахилла
Легенды эпического цикла повествуют, что при дальнейшей осаде Трои Ахилл убил в бою царицу амазонок Пентесилею и эфиопского князя Мемнона — сына богини зари Эос, которые пришли на помощь троянцам. Мемнона Ахиллес убил, мстя за своего друга Антилоха, сына Нестора. В поэме Квинта Ахиллес убил шесть амазонок, двоих троянцев и эфиопа Мемнона. Согласно Гигину, он убил Троила, Астинома и Пилемена. Всего же от руки Ахиллеса пали 72 воина.
Сразив множество врагов, Ахиллес в последней схватке дошёл до Скейских ворот Илиона, но здесь стрела, пущенная из лука Париса и направляемая рукой самого Аполлона, поразила его в единственное уязвимое место — пяту, и герой погиб. Согласно некоторым авторам Ахиллес убит непосредственно самим Аполлоном или стрелой Аполлона, принявшего облик Париса, или же Парисом, спрятавшимся за статуей Аполлона Фимбрейского. Самый ранний автор, упоминающий об уязвимости лодыжки Ахилла, — Стаций, однако имеется более раннее изображение на амфоре VI в. до н. э., где видим Ахиллеса, раненного в ногу.
Позднейшие сказания переносят смерть Ахилла в храм Аполлона в Фимбре, близ Трои, куда он явился, чтобы обвенчаться с Поликсеной, младшей дочерью Приама. Эти сказания сообщают, что Ахилл был убит Парисом и Деифобом, когда сватался к Поликсене и пришёл на переговоры.
Согласно Птолемею Гефестиону Ахиллес был убит Геленом или Пентесилеей, после чего Фетида воскресила его, он убил Пентесилею и вернулся к Аиду.

#### Скульптуры, изображающие Ахилла

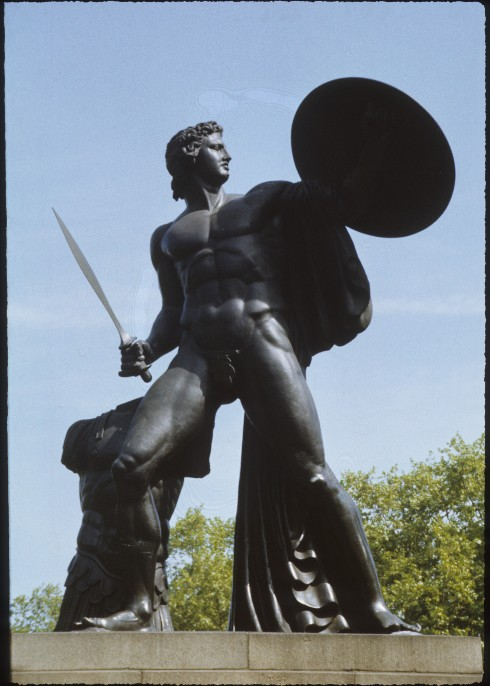
Статуя в лондонском Гайд-парке. Скульптор Ричард Уэстмакотт (1814-22).
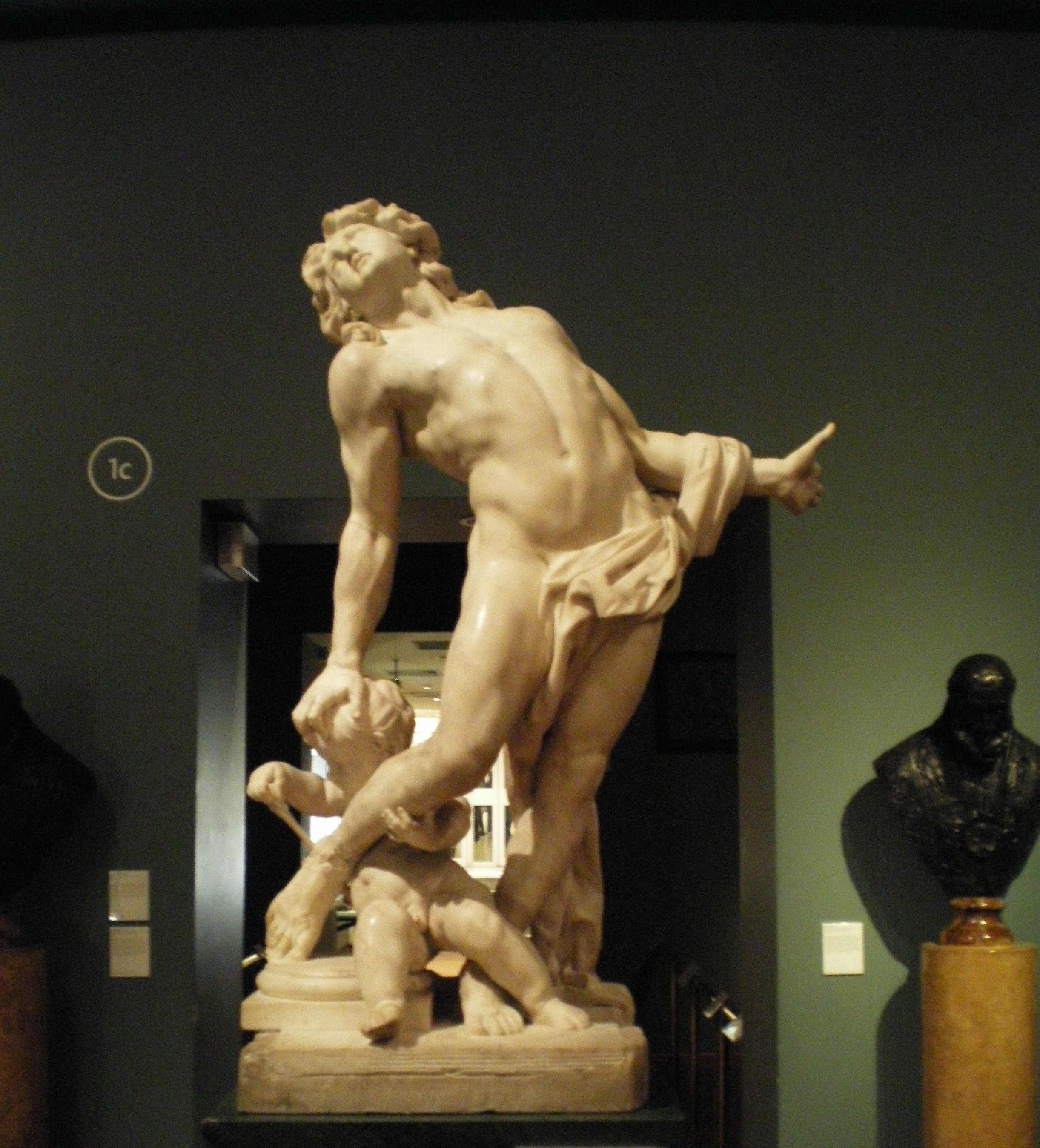
Смерть Ахилла. Скульптор Кристоф Вейрье (ок. 1683). Музей Виктории и Альберта, Лондон.
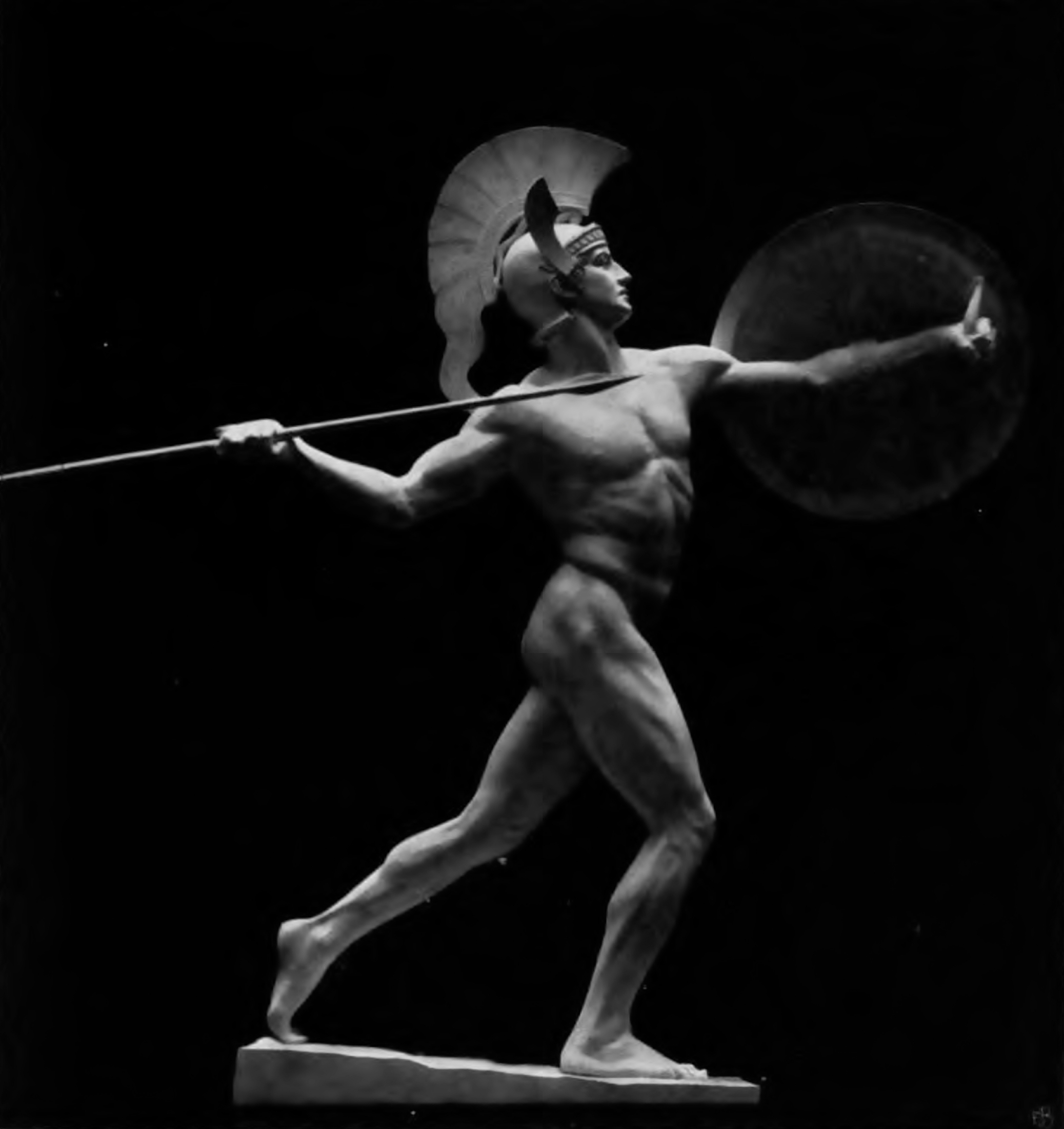
Скульптор Вильгельм Вандшнайдер (1909).
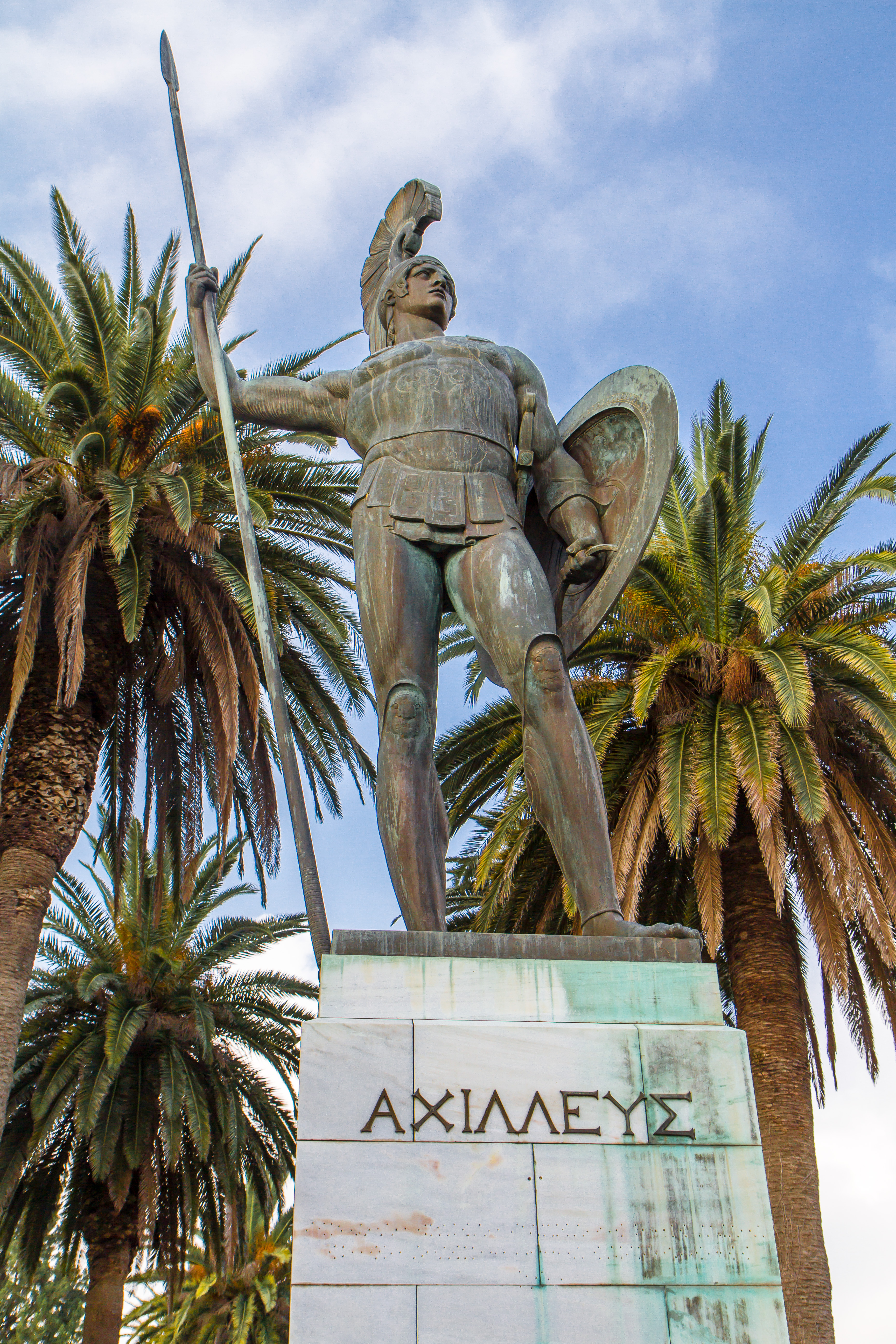
Статуя перед дворцом Ахиллион, названном в честь Ахилла, на греческом острове Корфу. Скульптор Йоханнес Гёц (1909).

### Последующие предания

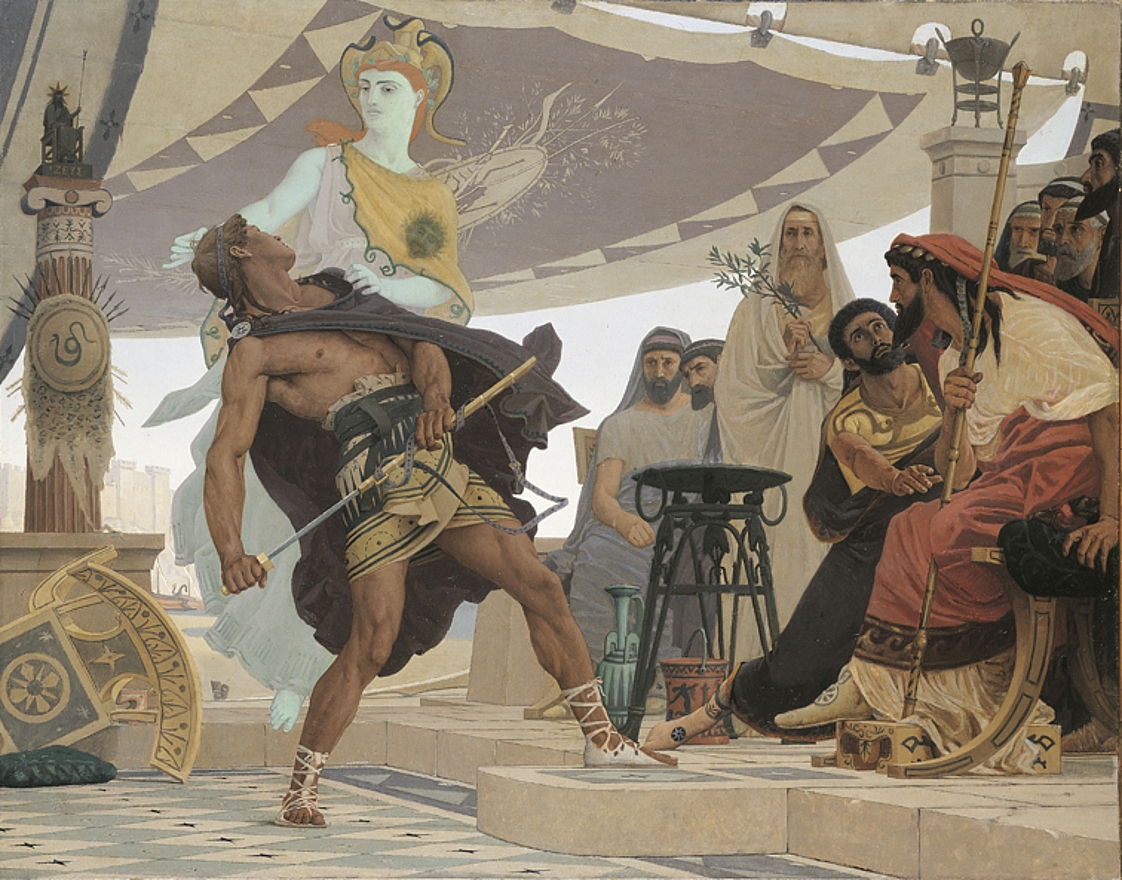
Художник Луи Эдуар Поль Фурнье. Гнев Ахилла (1881).

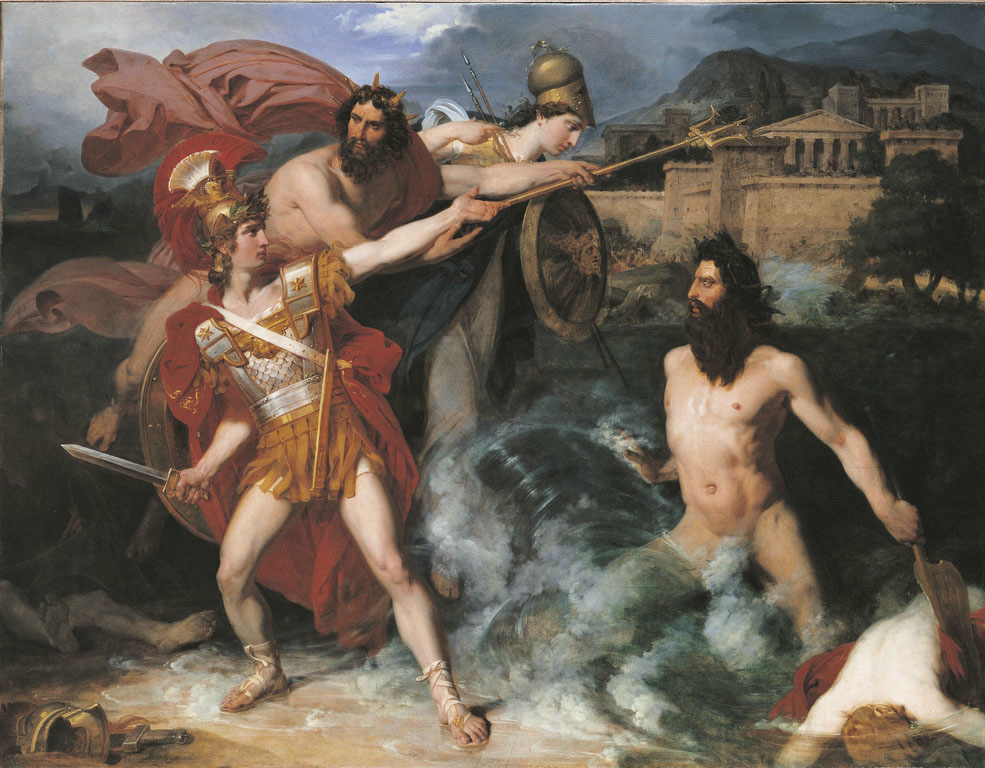
Художник Анри Фредерик Шопен. Посейдон и Афина защищают Ахилла от Скамандра, бога реки Ксанф (1831).

По существующей версии тело Ахиллеса было выкуплено за равный вес золота с золотоносной реки Пактол.
Греки воздвигли Ахиллесу мавзолей на берегу Геллеспонта, и здесь же, чтобы умиротворить тень героя, принесли ему в жертву Поликсену. За доспехи Ахиллеса, по рассказу Гомера, спорили Аякс Теламонид и Одиссей Лаэртид. Агамемнон присудил их последнему. В «Одиссее» Ахилл пребывает в подземном царстве, где его встречает Одиссей. Похоронен Ахиллес в золотой амфоре (Гомер), которую Дионис подарил Фетиде (Ликофрон, Стесихор).
Но уже «Эфиопида», один из эпосов эпического цикла, повествует, что Фетида увела своего сына с горящего костра и перенесла его на остров Левка (наз. Змеиный остров при устье Истра Дуная), где он продолжает жить в обществе других обоготворённых героев и героинь. Остров этот служил центром культа Ахилла, равно как курган, который высится на Сигейском холме перед Троей и до сих пор слывёт гробницей Ахилла. Святилище и памятник Ахилла, а также памятники Патрокла и Антилоха были у мыса Сигей. Храмы его имелись ещё в Элиде, Спарте и других местах.
Филострат (род. в 170 г.) в сочинении «О героях» (215) приводит диалог между финикийским купцом и виноградарем, повествующий о событиях на Змеином острове. С завершением Троянской войны Ахилл и Елена вступили в брак после смерти (брак самого храброго с самой красивой) и проживают на Белом острове (о-в Левка) в устье Дуная на Понте Эвксинском. Однажды приплывшему на остров купцу явился Ахилл и попросил купить для него в Трое девушку-рабыню, указав, как её найти. Купец исполнил поручение и доставил девушку на остров, но не успел ещё его корабль далеко отплыть от берега, как он и его спутники услышали дикие крики несчастной девушки: Ахилл разорвал её на части — она, оказывается, была последней из потомков царского рода Приама. Крики несчастной долетают до ушей купца и его спутников. Роль хозяина Белого острова, исполняемая Ахиллом, становится объяснимой в свете статьи Х. Хоммеля, показавшего, что даже в VII в. до н. э. этот персонаж, давно превратившийся в эпического героя, по-прежнему выступал в своей исконной функции одного из загробных демонов.
Свои особенности культ Ахилла имел на Боспоре. Здесь в произведениях поздних авторов с именем героя связывается, в частности, город Мирмекий. Лев Диакон в X веке, ссылаясь на Перипл Понта Евксинского авторства Арриана, утверждал, что Ахилл был скифом родом из Мирмекия. В комментариях Евстафия Солунского (XII век) к землеописанию, составленному Дионисием Периегетом, Ахилл — тоже скиф, точнее, скифский царь. В этой связи современные исследователи проводят параллели между названием Мирмекия и племенем мирмидонян (этноним — от древнегреческого обозначения муравьёв), предводителем которых был Ахилл. При этом Ахилл, как и муравьи, становится хтоническим существом, имеющим касательство к царству смерти. Следовательно, находки в Мирмекии надписей-граффити «ΑΧΙ», предположительно, эллинистического периода, и имевшая место в 1834 году находка на акрополе Мирмекия Мирмекийского саркофага II века нашей эры, украшенного скульптурными рельефами со сценами из жизни Ахилла, представляют собой артефакты распространённого среди жителей Боспора культа Ахилла как, возможно, бога смерти.
Именуется «царящим над скифами». Песнь о нём поёт Демодок. В Трое появлялся призрак Ахилла, охотящегося на зверей.
Копьё Ахилла хранилось в Фаселиде в храме Афины. Кенотаф Ахилла был в Элиде, в гимнасии. Согласно Тимею, Периандр воздвиг укрепление Ахиллея против афинян из камней Илиона, что опровергает Деметрий из Скепсиса. Статуи обнажённых эфебов с копьями назывались ахиллами.

## Происхождение образа
Существует гипотеза, что изначально в греческой мифологии Ахилл являлся одним из демонов загробного мира (к каковым относились и другие герои — например, Геракл). Предположение о божественной природе Ахилла высказал Х. Хоммель в своей статье. Он показывает на материале греческих раннеклассических текстов, что даже в VII в. до н. э. этот персонаж, давно превратившийся в эпического героя, по-прежнему выступал в своей исконной функции одного из загробных демонов. Публикация Хоммеля вызвала активную дискуссию, пока незавершённую.
Попытка раскрыть тему хтонического характера черноморского культа Ахилла привела к возникновению ещё одной гипотезы. Имеются предположения, что греки застали в Северном Причерноморье автохтонное население индо-ариев, и в этом случае имеется некоторое созвучие имени Ахиллеса с хтоническим змеем Ахи-Валой, который почитался местными жителями.

## Образ в искусстве

### В литературе
Действующее лицо трагедий Эсхила «Мирмидоняне» (фр.131-139 Радт), «Нереиды» (фр.150-153 Радт), «Фригийцы, или Выкуп тела Гектора» (фр.263-267 Радт); сатировских драм Софокла «Поклонники Ахилла» (фр.149-157 Радт) и «Сотрапезники» (фр.562-568 Радт), трагедий Софокла «Жительницы Фтии», «Пастухи» «Троил», «Фригийцы», трагедий Еврипида «Ифигения в Авлиде» и «Скиросцы». Трагедии «Ахилл» писали Аристарх Тегейский, Иофонт, Астидамант Младший, Диоген, Каркин Младший, Клеофонт, Еварет, у Херемона была трагедия «Ахилл — убийца Терсита», из латинских авторов Ливий Андроник («Ахилл»), Энний («Ахилл по Аристарху»), Акций («Ахилл, или Мирмидоняне»).
Ахилл и Патрокл являются главными героями романа Мадлен Миллер The Song of Achilles (Песнь об Ахилле/ Песнь Ахилла, 2011).

### Изобразительное искусство

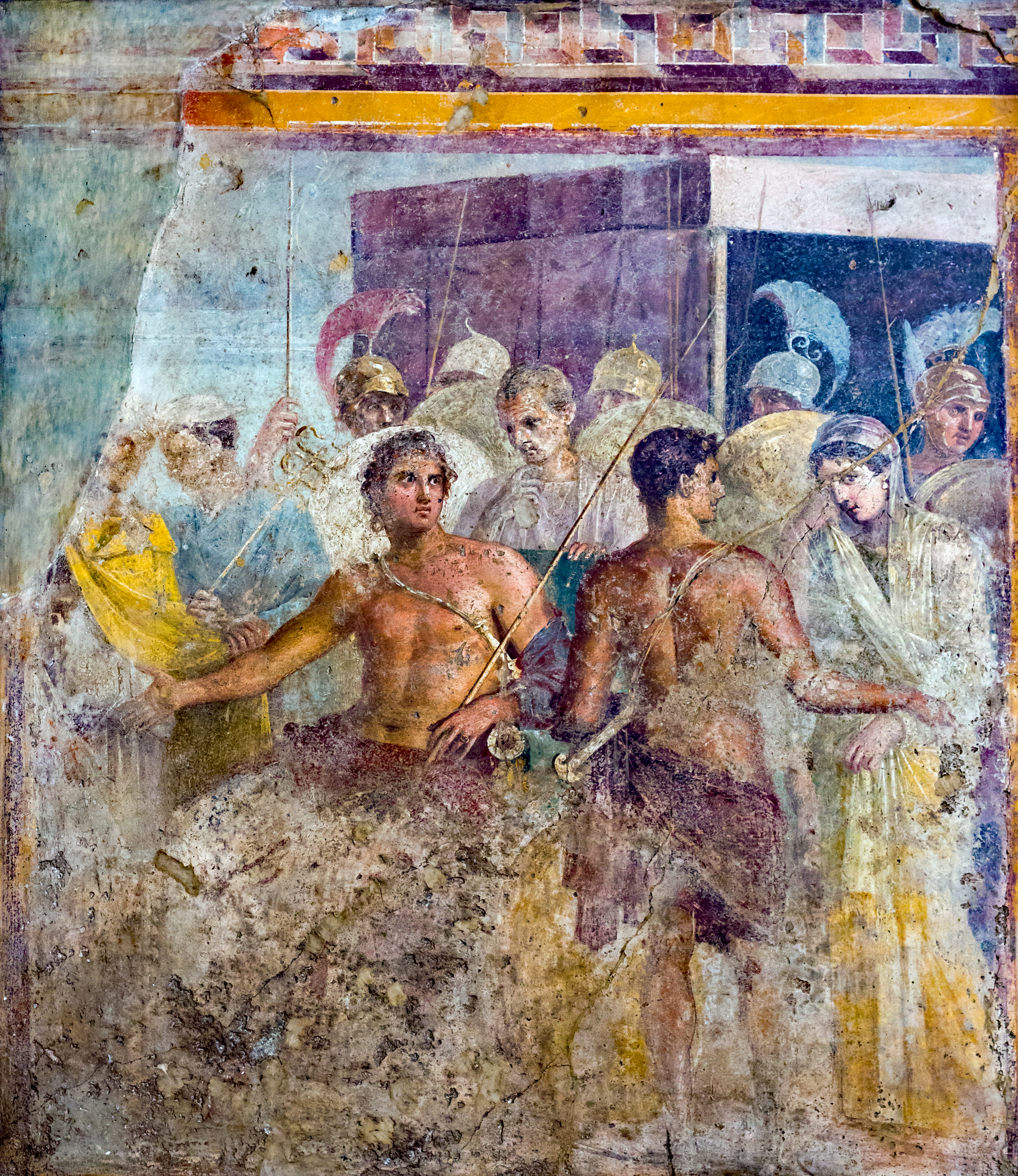
Ахиллес отдаёт Брисеиду Агамемнону. Фреска из Дома трагика в Помпеях, I век н. э., ныне в Национальном археологическом музее Неаполя

Пластическое искусство древности неоднократно воспроизводило образ Ахиллеса. Изображение его дошло до нас на многих вазах, барельефах с отдельными сценами или целым рядом их, также на группе фронтона из Эгины (хранится в Мюнхене), но нет ни одной статуи или бюста, который можно было бы отнести к нему с уверенностью.
Один из лучших бюстов Ахиллеса хранится в Петербурге, в Эрмитаже. Голова увенчана шлемом, который оканчивается нависшим вперёд гребнем, укреплённым на спине сфинкса; сзади этот гребень вьётся длинным хвостом. По обе стороны гребня изваяно в плоском рельефе по грифу, их разделяет пальметка. Передняя надлобная бляха шлема, оканчивающаяся с обеих сторон завитками, посредине украшена также пальметкой; по обе стороны от неё пара остромордых тонкохвостых псов с длинными прижатыми ушами, в ошейниках (по-видимому пара охотничьих псов, обнюхивающих землю). Относится этот бюст, по-видимому, ко II веку н. э. к эпохе Адриана, но он может быть подражанием, оригинал которого мог быть создан в IV—III в. до н. э.
Образ героя часто встречается в произведениях художников эпохи классицизма:
- Никола Пуссен, «Ахиллес и дочери Ликомеда» (1656).
- Жан-Батист Реньо, «Обучение Ахиллеса» (1782).
- Жан Огюст Доминик Энгр, «Послы Агамемнона у Ахилла» (1801).
- Бенджамин Уэст, «Тетис приносит доспехи Ахиллесу» (1806).

### В кинематографе
- В фильме «Елена Троянская» 1956 года режиссёра Роберта Уайза роль Ахилла сыграл Стэнли Бейкер.
- В сериале «Доктор Кто» Ахилл появился в эпизоде «Создатели мифов» (The Myth Makers, 1965), где его сыграл Каван Кендалл.
- В мини-сериале «Одиссея» (1997) роль Ахилла исполнил Джейсон Льюис.
- В 2003 году вышел двухсерийный телевизионный фильм «Елена Троянская», где Ахилла играет Джо Монтана.
- Брэд Питт исполнил роль Ахилла в фильме «Троя» 2004 года.
- Дэвид Гяси был выбран на роль Ахилла в мини-сериале «Падение Трои» 2018 года.

## В астрономии
В честь Ахилла назван астероид (588) Ахиллес, открытый в 1906 году. Это был первый «троянский» астероид.